# Zlatopole
Zlatopole (bulgariska: Златополе) är ett distrikt i Bulgarien.   Det ligger i kommunen Obsjtina Dimitrovgrad och regionen Chaskovo, i den centrala delen av landet, 210 km öster om huvudstaden Sofia.
Trakten runt Zlatopole består till största delen av jordbruksmark. Runt Zlatopole är det ganska tätbefolkat, med 129 invånare per kvadratkilometer.